# Kościół Apostołów w Betsaidzie
Kościół Apostołów – bizantyńska świątynia chrześcijańska istniejąca w pierwszych wiekach naszej ery nad północnym brzegiem jeziora Tyberiadzkiego w północnym Izraelu. O istnieniu tego kościoła i usytuowaniu go na miejscu domu apostołów Piotra i Andrzeja mówi chrześcijańska tradycja. O tej budowli wspominał w 765 roku podróżujący po Palestynie św. Willibald, biskup Eichstätt. Relacjonował on, że w Betsaidzie widział kościół zbudowany na miejscu domu Piotra i Andrzeja:

... stamtąd [z Kafarnaum], udali się do Betsaidy, do miasta Piotra i Andrzeja: w miejscu w którym pierwotnie stał ich dom jest teraz kościół.

W 2018 roku, podczas prac proadzonych w obrębie stanowiska archeologicznego w małej beduińskiej osadzie Al-Aradż (Beit Habek) na północnym brzegu jeziora Tyberiadzkiego, archeolodzy odkryli ślady istnienia ruin budowli o przeznaczeniu sakralnym. Odkryte zostały wówczas fragmenty marmurowych bloków, które najprawdopodobniej oddzielały prezbiterium kościoła od pozostałej części. Znaleziono wówczas małe szklane elementy, które stanowiły składowe części mozaiki wykonanej we wnętrzu bazyliki – prawdopodobnie pochodzącej ze środkowej nawy. Fakt odkrycia śladów istnienia mozaiki stanowił potwierdzenie, że były to ruiny świątyni, bowiem w czasach, kiedy prawdopodobnie powstawała, zdobienia takie wykonywano jedynie w obiektach sakralnych. Prace badawcze na terenie Al-Aradż były prowadzone od 1987 roku. Archeolodzy odkryli już tam główne fortyfikacje z IX wieku p.n.e., fragmenty zabudowań rzymskiej wioski, elementy sprzętu rybackiego (żelazne kotwice i haczyki), monety, ceramikę, naczynia kamienne, fragmenty dachówek i wapienia z chrześcijańskim symbolem. Te elementy stanowią dla archeologów podstawę do identyfikowania tego miejsca jako biblijnej Betsaidy. Badacze wskazują, że odkrycie ruin chrześcijańskiej bazyliki stanowi znaczne wzmocnienie tej tezy.
Odkryte ślady ruin budowli w Al-Aradż są położone w odległości 2 km od At-Tall, które w przeszłości także bywało wskazywane jako kandydat do identyfikacji jako starożytna Betsaida. Naukowcy nie dokonali datowania ruin kościoła, ale przyjmują, że pochodzą z V wieku naszej ery.
Prace wykopaliskowe były prowadzone przez archeologów z Kinneret College oraz z Center for the Study of Ancient Judaism and Christian Origins.